# セーク・ローソー
セーク・ローソー（タイ語：เสก โลโซ、ラテン文字転写：Sek Loso、1974年8月7日 - ）は、タイ王国ナコーンラーチャシーマー県出身のミュージシャン、シンガーソングライター。本名、セークサン・スピマーイ（タイ語：เสกสรรค์ ศุขพิมาย、ラテン文字転写：Seksan Sukpimai）。

## 経歴
1974年8月7日、農家の息子として生まれる。12歳の時、家族とともにバンコクに引っ越す。宝石装飾店とエアコン工場で働き生計を立てる。1991年、セークはガンズ・アンド・ローゼズとタイのロックバンドカラバオに影響され、安価なギターを購入し、ギターコードを学んだ。その後、当時バンコクで最も知られていたライブハウスAustin Hubに出入りするようになり、グリーン・デイ、ニルヴァーナ、ローリング・ストーンズやジミ・ヘンドリックスをカバーしていた。1994年、ロックバンドLosoを結成し、メジャーデビューを果たした。2003年のバンド解散後は、ソロに転向した。2016年のラーマ9世崩御の際には、追悼曲を発表した。

## スキャンダル
- 2016年4月、バンコク都内で、セークは知人男性とともに元妻の妹と知人女性に暴力を振るい、大けがを負わせた。一審のタイ刑事裁判所でセークに禁錮1年3ヶ月、執行猶予2年、罰金2,000バーツ（およそ6,000円）、知人男性に禁錮1年、執行猶予2年の判決が出た[2]。

## ディスコグラフィー

### アルバム
- 7 August (2003)
- Sek Loso: The Collection (2005)
- Black & White (2006)
- Sek - Album Sek Loso ( 2009)
- Plus (2010)
- New (2010)
- I'm Back (2013)
- Part 2 (2015)